# Teerapat Sajakul
 Teerapat Sajakul (tiếng Thái: ธีรภัทร์ สัจจกุล ; RTGS: Thiraphat Satchakun), biệt danh: Tui (tiếng Thái: ตุ้ย) là một diễn viên và ca sĩ nổi tiếng.  Anh cũng là giám đốc điều hành của SEED 97.5 FM, một trong những đài phát thanh nổi tiếng nhất do MCOT điều hành.

## Đóng phim
| Phim | Phim                            | Phim                | Phim      | Phim          | Phim                                                 |
| ---- | ------------------------------- | ------------------- | --------- | ------------- | ---------------------------------------------------- |
| Năm  | Tên phim                        | Vai                 | Ghi chú   | Ghi chú #2    | Đóng với                                             |
| 1997 | Hoàng hôn trên sông Chao Phraya | Wanat               | Vai phụ   | Phim Thái Lan | Apasiri Nitibhon                                     |
| 2010 | Vệ sĩ                           | Chet                | Vai phụ   | Phim Thái Lan |                                                      |
| 2013 | Thiên đường xa lạ               | Đội trưởng cảnh sát | Vai phụ   | Hollywood     |                                                      |
| 2016 | 24h yêu                         | Top                 | Vai phụ   | Phim Thái Lan | Nittha Jirayungyurn                                  |
| 2018 | Red Cargo                       | TBD                 | Vai phụ   | Hollywood     |                                                      |
| 2020 | Bí mật người hầu gái            | Nirach              | Vai chính | Phim Thái Lan | Savika Chaiyadej, Ploy Sornarin, Puangtong Kannaporn |
|      | Thirteen Lives                  | Anand               | Vai phụ   | Hollywood     |                                                      |

## Truyền hình

### Truyền hình dài tập
| Truyền hình | Truyền hình                                                | Truyền hình            | Truyền hình         | Truyền hình | Truyền hình                             |
| ----------- | ---------------------------------------------------------- | ---------------------- | ------------------- | ----------- | --------------------------------------- |
| Năm         | Tên phim                                                   | Vai                    | Kênh                | Ghi chú     | Đóng với                                |
| 1999        | Kharm See Tan Dorn Băng qua đại dương                      | Thiangwan              | Channel 7, Thái Lan | Vai chính   | Suvanant Kongying                       |
| 2000        | Morasum Haeng Chiwit                                       | Phasma                 | Channel 7, Thái Lan | Vai chính   | Patcharapa Chaichua                     |
| 2000        | Phanthai Norasing                                          | Sin                    | Channel 7, Thái Lan | Vai chính   | Phiyada Jutharattanakul                 |
| 2001        | Maya                                                       | Rachanna Surenthon     | Channel 7, Thái Lan | Vai chính   | Sonia Couling Napakpapha Nakprasitte    |
| 2003        | Si Phaen Din                                               | Khun Prem              | Channel 9, Thái Lan | Vai chính   | Siriyakorn Pukkavesh                    |
| 2006        | Nai Fan                                                    | Hoàng tử Oritsawthana  | Channel 9, Thái Lan | Vai chính   | Sara Malakul Lane                       |
| 2009        | Mia Luang Bản lĩnh người vợ                                | Bác sĩ Anirus Sallawit | Channel 7, Thái Lan | Vai chính   | Piyathida Woramusik Patcharapa Chaichua |
| 2013        | Fa Charot Sai                                              | Charip Anfarat         | Channel 7, Thái Lan | Vai chính   | Usamanee Vaithayanon                    |
| 2015        | Mai Sin Rai Fai Sawart Ngọn lửa đam mê bất diệt            | Pathawi                | Channel 7, Thái Lan | Vai chính   | Usamanee Vaithayanon                    |
| 2016        | Rang Mai Huaiai Doem Thay tim đổi phận                     | Kawin Hiranthakan      | One 31, Thái Lan    | Vai chính   | Wannarot Sonthichai Sopitnapa Chumpanee |
| 2016        | Chueak Wiset Series                                        | Wiwan                  | GMM25, Thái Lan     | Vai chính   |                                         |
| 2017        | Sri Ayodhaya                                               | Rama I                 | True, Thái Lan      | Vai phụ     |                                         |
| 2018        | Club Friday The Series 9: Rak Son Rak Cuộc tình thương đau | Ekkapong "Ek"          | GMM25, Thái Lan     | Vai chính   | Piyathida Woramusik Ornjira Larmwilai   |
| 2018        | Mueang Maya Live                                           | Kitikon                | One 31, Thái Lan    | Vai chính   | Organ Wacharapolmek                     |
| 2019        | Sri Ayodhaya 2                                             | Rama I                 | True, Thái Lan      | Vai phụ     |                                         |
|             | Guk Nak Ruk Sa Loey                                        |                        | PPTV, Thái Lan      | Vai chính   | Manatsanun Panlertwongskul              |

## Danh sách đĩa hát
- Album TEERAPAT (2001) với GMM Grammy
- Album Phleng Man Pha Pai (2003) với GMM Grammy